# Филип Вучић
Филип Вучић је певач из Никшића, Црна Гора. Широј јавности препознатљив је као једини представник Србије и Црнe Горе на избору за Дечју песму Евровизије. Са песмом Љубав па фудбал освојио је 2005. 23 поена и 13 место у Хаселту, Белгија.